# Calliste dos-bleu
Stilpnia cucullata
Espèce
Statut de conservation UICN

 LC  : Préoccupation mineure
Le Calliste dos-bleu (Stilpnia cucullata), également appelé Tangara à calotte rougeâtre, est une espèce d'oiseaux de la famille des Thraupidae.

## Habitat
C'est un habitant des forêts humides des plaines tropicales et subtropicales du continent américain. On peut aussi le trouver dans les zones où la forêt a été dégradée par la présence humaine.

## Répartition et sous-espèces
D'après la classification de référence (version 15.1, 2025) du Congrès ornithologique international il se répartit en deux sous-espèces :
- S. c. versicolor (Lawrence, 1878) — Saint-Vincent
- S. c. cucullata (Swainson, 1834) — Grenade